# Elevação lateral

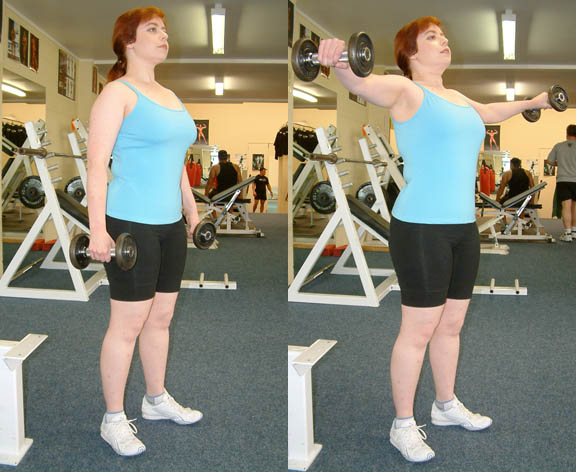
Elevação lateral dos braços com halteres

Elevação lateral dos braços (também conhecido como abdução de ombros) é um exercício de treinamento com pesos. Tem como principal finalidade o desenvolvimento dos deltóides (músculo do ombro). É considerado um exercício "sacana", pois a reserva energética do deltóide é pequena. Como resultado, começa como um exercício fácil, dando a impressão de que a pessoa agüentaria muito mais peso, mas depois de poucas repetições se torna um exercício bastante difícil (quando a energia do músculo acaba).